# غشوة طويلة الأوراق
غشوة طويلة الأوراق (الاسم العلمي:Ceropegia longifolia) هو نوع من النباتات يتبع جنس الغشوة من الفصيلة الدفلية.